# San Pedro Ixcatlán
San Pedro Ixcatlán là một đô thị thuộc bang Oaxaca, México. Năm 2005, dân số của đô thị này là 10931 người.